# Nikolai Poljakow
Nikolai Alexejewitsch Poljakow (russisch Николай Алексеевич Поляков; * 14. Juni 1951 in Leningrad) ist ein ehemaliger sowjetischer Segelsportler estnischer Herkunft.

## Karriere
Poljakow zog früh aus seiner russischen Heimat in die Estnische SSR, wo er für SKA Tallinn im Soling aktiv war. International machte er bei den Olympischen Spielen 1976 in Montreal zum ersten Mal auf sich aufmerksam, als er mit dem sowjetischen Boot den vierten Rang belegte. 1980 wurde das erfolgreichste Jahr seiner Karriere: neben dem Europameistertitel gewann er gemeinsam mit den Brüdern Alexander Budnikow und Boris Budnikow bei den Olympischen Spielen in Moskau die Silbermedaille. 1987 wurde er mit der Sowjetunion erneut Europameister und errang Bronze bei den Weltmeisterschaften. Zum Ende seiner Karriere nahm er an den Olympischen Spielen 1988 in Seoul teil, wo das sowjetische Boot jedoch nur den zehnten Rang belegte.